# 秦漢皇后及妃嬪列表
秦漢皇后及妃嬪列表，以下列表列出在《史記》、《漢書》、《後漢書》及相關史料所載之皇后、妃嬪一覽：

## 秦
| 君主         |   | 配偶           | 本名 | 職位 | 在位期間         | 備註                                       |
| 始皇帝政     | 1 | 楚夫人         |      | 王后 | 前237年－前225年 | 楚國公主，生皇長子扶蘇，因昌平君叛秦被廢。 |
| 始皇帝政     | 2 | 胡姬           |      | 姬   | 待查             | 生秦二世胡亥。                             |
| 始皇帝政     | 3 | 鄭氏           |      | 姬   | 待查             | 野史記載稱為扶蘇生母                       |
| 始皇帝政     | 4 | 阿房女         |      | 姬   | 待查             | 出現於野史記載                             |
| 始皇帝政     | 5 | 鼓琴姬人       |      | 姬   | 待查             | 出自《燕丹子》。                           |
| 始皇帝政     | 6 | 隨巡美人       |      | 美人 | 待查             | 出自酈道元《水經註》。                     |
| 二世皇帝胡亥 | 1 | 妻（姓名不详） |      |      | 前209年－前207年 |                                            |
| 子嬰         | 1 | 妻（姓名不详） |      |      | 前207年          | 秦亡後與其夫及所生兩子均為項羽所殺。       |

## 西楚
| 君主     |   | 配偶     | 本名 | 職位     | 在位期間 | 備註                                         |
| 霸王項羽 | 1 | 霸王夫人 | 某氏 | 項羽嫡妻 | 待查     |                                              |
| 霸王項羽 | 2 | 虞姬     | 待查 | 美人     | 待查     | 虞姓，在垓下之圍中項羽曾對其唱起「垓下歌」。 |

## 西漢
| 君主       |    | 配偶                 | 本名                                         | 職位                                                                   | 在位期間               | 備註 |
| 高祖劉邦   | 1  | 皇后                 | 呂雉，字娥姁                                 | 皇后，後成皇太后、太皇太后                                             | ? - 前180年            | 或稱呂后、高后、漢高后。生魯元公主、劉盈。 |
| 高祖劉邦   | 2  | 姬                   | 薄氏                                         | 姬，王太后，後成皇太后、太皇太后                                       | ? - 前155年            | 前夫魏豹，夫死後被劉邦收入後宮。生劉恆。 |
| 高祖劉邦   | 3  | 夫人                 | 戚氏，称戚夫人或戚姬                         | 夫人                                                                   | ? - 前195年            | 生趙王劉如意。意欲恃寵奪嫡未果，被呂雉虐殺，棄於廁內，稱人彘。 |
| 高祖劉邦   | 4  | 夫人                 | 管氏                                         | 夫人                                                                   | 待查                   | |
| 高祖劉邦   | 5  | 夫人                 | 趙子兒                                       | 夫人                                                                   | 待查                   | |
| 高祖劉邦   | 6  | 夫人                 | 傅夫人                                       | 夫人                                                                   | 待查                   | 仅知刘邦所葬漢長陵有傅夫人墓。 |
| 高祖劉邦   | 7  | 美人                 | 石氏                                         | 美人                                                                   |                        | 万石君石奋姐姐 |
| 高祖劉邦   | 8  | 外妇                 | 曹氏                                         | 外妇                                                                   | 劉邦少年時的婚外姘婦。 | 生齊王劉肥 |
| 高祖劉邦   | 9  | 姬                   | 赵氏                                         |                                                                        |                        | 张敖所献美人。 |
| 高祖劉邦   | 10 | 姬                   | 唐氏                                         |                                                                        |                        | 汉初女诗人。 |
| 惠帝劉盈   | 1  | 皇太子妃             | 某氏                                         | 皇太子妃                                                               | 待查                   | 漢宮春秋載為某功臣之女，疑其父為韓王韓信或燕王盧綰，早逝；此外，某氏是中國封建王朝歷史中的首位太子妃。                                                                       |
| 惠帝劉盈   | 2  | 孝惠皇后             | 张氏，皇甫謐称名张嫣，字孟英，小字淑君       | 皇后，吕死後被廢黜                                                     | 前192年－前163年       | 宣平侯張敖和魯元公主之女，漢惠帝劉盈之外甥女。無子女。被周勃等廢處北宮。 |
| 惠帝劉盈   | 2  | 美人                 | 待查                                         | 美人                                                                   | －前188年              | 生刘恭。被太后呂雉杀死 |
| 惠帝劉盈   | 3  | 美人                 | 待查                                         | 美人                                                                   |                        | 前元十二年（前168年）二月，汉文帝出汉惠帝后宫美人，令得嫁，具体人数不详，此时距汉惠帝逝世已二十年。                                                                          |
| 後少帝劉弘 | 1  | 皇后                 | 呂氏                                         | 皇后                                                                   | 前180年                | 呂祿之女。被周勃等殺害。 |
| 文帝劉恆   | 1  | 代王王后             | 某氏，疑為呂氏女                             | 王后                                                                   | 待查                   | 劉恆為代王時的王后，王后與其所生四子皆早逝，其地位雖在竇氏之上，但文帝即位後並未有任何追封；此外，台灣學者鄭曉提出，某氏應當是高后呂氏家族之女，受功臣誅殺諸呂的影響而死亡。 |
| 文帝劉恆   | 2  | 孝文皇后             | 竇猗，又稱竇漪房                             | 家人子，诸侯王妾，妃嫔，皇后，後成皇太后、太皇太后                     | 前180年3月 - 前135年   | 生劉啟、梁王劉武、館陶公主劉嫖。 |
| 文帝劉恆   | 3  | 夫人                 | 慎氏                                         | 夫人                                                                   |                        | 有寵無子 |
| 文帝劉恆   | 4  | 姬                   | 尹氏                                         | 姬                                                                     |                        | 有寵無子 |
| 景帝劉啟   | 1  | 皇后                 | 薄氏，有稱其名為薄志、字阿渝                 | 太子妃，皇后，後被廢黜                                                 | 前157年－前162年       | 太皇太后薄氏的族人，薄太皇太后死後被廢黜。 |
| 景帝劉啟   | 2  | 孝景皇后             | 王氏，皇甫谧称名為“王娡”                     | 太子妾，美人，夫人，皇后，後成皇太后                                   | 前162年－前126年       | 王前夫金王孫，与之生女金俗。後棄夫改嫁。生平陽公主、南宮公主、隆慮公主、劉徹。                                                                                               |
| 景帝劉啟   | 3  | 姬                   | 栗氏                                         | 姬                                                                     | 待查                   | 與漢景帝姐館陶公主交惡，被館陶公主與王夫人聯手陷害，失寵後憂憤而死。生废太子臨江閔王劉榮、河間獻王劉德、臨江哀王劉閼。                                                       |
| 景帝劉啟   | 4  | 姬                   | 程氏                                         | 姬，後成為魯王太后。                                                   | 待查                   | 生魯恭王劉餘、江都易王劉非、膠西於王劉端。 |
| 景帝劉啟   | 5  | 夫人                 | 賈氏                                         | 夫人                                                                   | 待查                   | 生趙王劉彭祖、中山靖王劉勝。 |
| 景帝劉啟   | 6  | 姬                   | 唐兒                                         | 姬                                                                     | 待查                   | 原为程姬的婢女。生長沙定王劉發。 |
| 景帝劉啟   | 7  | 夫人                 | 王兒姁                                       | 夫人                                                                   | 待查                   | 王皇后之妹，或稱王兒鉤。生廣川惠王劉越、膠東康王劉寄、清河哀王劉乘、常山獻王劉舜。                                                                                           |
| 武帝劉徹   | 1  | 皇后                 | 陈氏，志怪小说记为阿嬌，世人称陈阿娇或陈娇。 | 太子妃，皇后，後被廢黜                                                 | 前141年－前128年       | 館陶公主劉嫖和堂邑侯陳午之女，因巫蠱被廢，改居長門宮。留下「金屋藏嬌」「千金買賦」的传说。                                                                                   |
| 武帝劉徹   | 2  | 皇后                 | 卫氏，字子夫，故称卫子夫                     | 夫人，皇后，晚年身陷巫蠱之禍而被缴其印玺后自杀。                       | 前128年－前90年        | 原為平陽公主的歌女，母衛媼，弟衛青，甥霍去病。生衛長公主、石邑公主、諸邑公主、戾太子劉據。                                                                                   |
| 武帝劉徹   | 3  | 夫人                 | 王氏                                         | 夫人，死后追赐为齐王太后                                               | 待查                   | 生齊懷王劉閎。 |
| 武帝劉徹   | 4  | 姬                   | 李氏                                         | 姬                                                                     | 待查                   | 生蓋長公主、燕刺王劉旦、廣陵厲王劉胥。 |
| 武帝劉徹   | 5  | 孝武皇后             | 李氏，野史稱為"李妍"                         | 夫人，死后追封為孝武皇后                                               | 待查                   | 原是歌伎，兄長為李延年、李廣利。生昌邑哀王劉髆。留下成語「傾國傾城」「姍姍來遲」「絕代佳人」。                                                                               |
| 武帝劉徹   | 6  | 皇太后               | 趙氏                                         | 夫人，婕妤，後追封為皇太后                                             | ? - 前87年             | 或稱趙鉤弋、鉤弋夫人。漢武帝晚年寵妃，生劉弗。在漢武帝臨終時被下令處死。 |
| 武帝劉徹   | 7  | 婕妤                 | 尹氏                                         | 婕妤                                                                   | 待查                   | |
| 武帝劉徹   | 8  | 娙娥                 | 邢氏                                         | 娙娥                                                                   | 待查                   | |
| 武帝劉徹   | 9  | 宮人                 | 麗娟                                         | 宮人                                                                   | 待查                   | 《漢武洞冥記》載，武帝所幸宮人，名麗娟，年十四，玉膚柔軟，吹氣勝蘭。 |
| 昭帝劉弗   | 1  | 孝昭皇后             | 上官氏                                       | 婕妤，皇后，後成皇太后、太皇太后                                       | 前84年－前37年         | 上官桀之孫女，霍光之外孫女。15歲時成為皇太后，未幾又晉太皇太后，是中國史上最年輕的皇太后與太皇太后。                                                                         |
| 昭帝劉弗   | 2  | 宮人                 | 周陽氏                                       | 待查                                                                   | 待查                   | |
| 昭帝劉弗   | 3  | 宫人                 | 宫人蒙，蒙是姓氏还是名字不详                 | 宫人                                                                   |                        | 《汉书》记载刘贺曾与汉昭帝宫人蒙等淫乱。 |
| 海昏侯劉賀 | 1  | 昌邑王后、海昏侯夫人 | 姓氏不詳，名待                               | 嫡妻，昌邑王后                                                         | 前74年－前74年         | 劉賀嫡妻，因劉賀在位僅27日就為權臣霍光擅自廢黜，因此某氏可能未來得及被冊立為皇后，後隨被廢黜的丈夫遣回封國，宣帝時期，被降號為海昏侯夫人，於海昏病逝。                       |
| 宣帝劉詢   | 1  | 恭哀皇后             | 許平君                                       | 元配嫡妻，立为婕妤，再立為皇后                                         | 前74年－前71年         | 宦官許廣漢之女，漢宣帝為平民時的元配。宣帝称帝後为婕妤，後冊立為皇后。被霍成君之母霍顯所派的女醫淳于衍暗殺。生劉奭。留下典故「故剑情深」、「南园遗爱」。                     |
| 宣帝劉詢   | 2  | 皇后                 | 霍成君                                       | 繼                                                                     | 前71年－前66年         | 霍光之女，曾數次謀殺劉奭未果，霍光死後被漢宣帝劉詢廢黜，最後自盡。無子女。                                                                                                   |
| 宣帝劉詢   | 3  | 王皇后               | 王氏                                         | 婕妤，皇后，後成皇太后、太皇太后，史稱邛成太后。                       | 前66年－前16年         | 鬥雞翁邛城侯王奉光之女，无子。許平君死后由其抚养劉奭。 |
| 宣帝劉詢   | 4  | 婕妤                 | 张氏                                         | 婕妤                                                                   | 待查                   | 生淮陽憲王劉欽。 |
| 宣帝劉詢   | 5  | 婕妤                 | 衛氏                                         | 婕妤                                                                   | 待查                   | 生楚孝王劉囂。姪女衛姬是漢平帝生母。 |
| 宣帝劉詢   | 6  | 婕妤                 | 公孙徵史                                     | 婕妤，後成為東平王太后。                                               | 待查                   | 生東平思王劉宇。 |
| 宣帝劉詢   | 7  | 婕妤                 | 戎氏                                         | 婕妤，後成為清河王太后，又改中山王太后                                 | 待查                   | 生中山哀王劉竟。 |
| 宣帝劉詢   | 8  | 婕妤                 | 華氏                                         | 婕妤                                                                   | 待查                   | 疑為館陶公主劉施生母。 |
| 宣帝劉詢   | 9  | 美人                 | 梁氏                                         | 美人                                                                   | 待查                   | [ 13 ] |
| 元帝劉奭   | 1  | 皇太子妃             | 某氏                                         | 太子妃                                                                 | 待查                   | 劉奭專寵良娣司馬氏而冷落其餘妻妾，某氏在劉奭登基後未能獲得冊封，推測早逝。                                                                                                   |
| 元帝劉奭   | 2  | 孝元皇后             | 王政君                                       | 太子妾侍，婕妤，皇后，後成皇太后、太皇太后                             | 前49年－12年2月        | 王禁之女，王莽姑母，生漢成帝劉驁。 |
| 元帝劉奭   | 3  | 昭儀                 | 傅氏                                         | 婕妤，昭儀，王太后，先後尊為恭皇太后、帝太太后、皇太太后，死後被废黜。 | 前49年－前2年          | 生平都公主、定陶恭王劉康。為漢哀帝祖母，與王莽交惡。 |
| 元帝劉奭   | 4  | 昭儀                 | 馮媛                                         | 婕妤，昭儀，後成信都王太后，又改中山王太后                             | 前49年－前6年          | 生中山孝王劉興。為漢平帝祖母，晚年被傅昭儀陷害，服毒自殺。 |
| 元帝劉奭   | 5  | 婕妤                 | 衛氏                                         | 婕妤                                                                   | 待查                   | 生平陽公主。姑母為漢宣帝衛婕妤，妹妹衛姬是漢平帝生母。 |
| 元帝劉奭   | 6  | 良娣                 | 司馬氏                                       | 良娣                                                                   | 待查                   | 劉奭为太子时候的爱妾 |
| 成帝劉驁   | 1  | 皇后                 | 許氏，一說許誇                               | 皇后，后被废。                                                         | 待查                   | 所生一子一女皆夭折。失寵被廢後又称長定貴人，最後遭漢成帝勒令自盡。 |
| 成帝劉驁   | 2  | 孝成皇后             | 赵氏，号“飛燕”，野史記載名趙宜主             | 婕妤，皇后，皇太后，後降稱孝成皇后                                     | 前16年－前1年          | 漢哀帝死後，降稱孝成皇后。後被王莽迫害而自盡。留下成語「環肥燕瘦」。無子女。                                                                                                 |
| 成帝劉驁   | 3  | 昭儀                 | 赵氏，野史称赵合德                           | 婕妤，後成昭儀                                                         | 前16年－前7年          | 趙飛燕之妹。漢成帝死後自盡。留下「溫柔鄉」和「禍水」的典故。無子女。 |
| 成帝劉驁   | 4  | 婕妤                 | 班氏                                         | 婕妤                                                                   | 前32年－2年            | 著名女詩人。生一子一女，皆夭折。 |
| 成帝劉驁   | 5  | 婕妤                 | 李平，赐姓卫氏                               | 婕妤                                                                   |                        | 班婕妤的侍者，為班婕妤向漢成帝所薦，立為婕妤，漢成帝說：「始衛皇后亦從微起。」乃賜李平姓衛。                                                                                 |
| 成帝劉驁   | 6  | 婕妤                 | 马氏                                         | 婕妤                                                                   |                        | 东汉明德皇后祖父的姐妹 |
| 成帝劉驁   | 7  | 婕妤                 | 马氏                                         | 婕妤                                                                   |                        | [ 15 ] |
| 成帝劉驁   | 8  | 美人                 | 王氏                                         | 美人                                                                   |                        | 记载于《汉书 卷九十七下 外戚传第六十七下》后姊平安刚侯夫人谒等为媚道祝诅后宫有身者王美人及凤等。                                                                             |
| 成帝劉驁   | 9  | 美人                 | 許氏                                         | 美人                                                                   |                        | 生一子，其子被害 |
| 成帝劉驁   | 10 | 美人                 | 张氏                                         | 美人                                                                   |                        | 王凤妾室的妹妹，已经嫁人，以“宜子”的名义成为汉成帝妃嫔，见于《汉书 卷九十八 元后传第六十八》                                                                                 |
| 成帝劉驁   | 11 | 宮人                 | 曹宮，字伟能                                 | 宮婢                                                                   |                        | 生一子，與子皆被害，见于《汉书 外戚传第六十七下 卷九十七下》 |
| 哀帝劉欣   | 1  | 孝哀皇后             | 傅氏，野史稱傅黛君                           | 皇后                                                                   | 前8年－前1年           | 傅昭儀堂弟傅晏之女。夫死後被王莽迫害而自盡。无子女。 |
| 哀帝劉欣   | 2  | 昭儀                 | 董氏                                         | 昭儀                                                                   | 前8年－1年             | 董賢之妹。 |
| 平帝劉衎   | 1  | 孝平皇后             | 王氏，史稱孝平王皇后                         | 皇后，後成皇太后                                                       | 3年－5年               | 新朝皇帝王莽之女，无子女。新朝時被封為黃皇室主，但忠於漢室拒絕改嫁，新朝覆滅時以無面目見漢家為由投身于未央宫的火海当中而死。                                                 |

## 南越國
| 君主       |   | 配偶   | 本名 | 職位       | 在位期間        | 備註 |
| 文帝赵眜   | 1 | 右夫人 | 赵蓝 | 夫人       | 待查            | 1983年考古发掘的南越文王墓东侧室葬有殉葬的四位文帝妾室，同时出土了五枚有字印章。分别是一枚金印（“右夫人玺”），一枚象牙印（“赵蓝”）及三枚铜印（“左夫人印”、“泰夫人”和“口夫人印”）。“口夫人印”又被解读为“部夫人印”或“否夫人印”。黄展岳在《南越国六夫人印》认为其地位高低依次为“右夫人”、“左夫人”、“泰夫人”及“部夫人”。 |
| 文帝赵眜   | 2 | 左夫人 | 不详 | 夫人       | 待查            | 1983年考古发掘的南越文王墓东侧室葬有殉葬的四位文帝妾室，同时出土了五枚有字印章。分别是一枚金印（“右夫人玺”），一枚象牙印（“赵蓝”）及三枚铜印（“左夫人印”、“泰夫人”和“口夫人印”）。“口夫人印”又被解读为“部夫人印”或“否夫人印”。黄展岳在《南越国六夫人印》认为其地位高低依次为“右夫人”、“左夫人”、“泰夫人”及“部夫人”。 |
| 文帝赵眜   | 3 | 泰夫人 | 不详 | 夫人       | 待查            | 1983年考古发掘的南越文王墓东侧室葬有殉葬的四位文帝妾室，同时出土了五枚有字印章。分别是一枚金印（“右夫人玺”），一枚象牙印（“赵蓝”）及三枚铜印（“左夫人印”、“泰夫人”和“口夫人印”）。“口夫人印”又被解读为“部夫人印”或“否夫人印”。黄展岳在《南越国六夫人印》认为其地位高低依次为“右夫人”、“左夫人”、“泰夫人”及“部夫人”。 |
| 文帝赵眜   | 4 | 部夫人 | 不详 | 夫人       | 待查            | 1983年考古发掘的南越文王墓东侧室葬有殉葬的四位文帝妾室，同时出土了五枚有字印章。分别是一枚金印（“右夫人玺”），一枚象牙印（“赵蓝”）及三枚铜印（“左夫人印”、“泰夫人”和“口夫人印”）。“口夫人印”又被解读为“部夫人印”或“否夫人印”。黄展岳在《南越国六夫人印》认为其地位高低依次为“右夫人”、“左夫人”、“泰夫人”及“部夫人”。 |
| 明王赵婴齐 | 1 | 橙氏   | 不详 | 不详       | 待查            | 南越国人，赵婴齐长子赵建德生母 |
| 明王赵婴齐 | 2 | 樛氏   | 不详 | 王后，太后 | 前122年-前115年 | 邯郸樛氏女，赵兴生母 |

## 新
| 君主 |   | 配偶     | 本名 | 職位                                     | 在位期間   | 備註 |
| 王莽 | 1 | 孝睦皇后 | 王氏 | 结发之妻，正室，后立为皇后，諡號孝睦皇后 | 8年－21年  | 王咸之女，生四子王宇、王获、王安，皇太子王臨，一女西汉孝平皇后即黄皇室主。因丈夫连续杀她三个儿子，悲哀而死。 |
| 王莽 | 2 | 皇后     | 史氏 | 皇后                                     | 21年－23年 | 继，在亂軍中失蹤。                                                                                           |
| 王莽 | 3 | 侍妾     | 增秩 | 侍妾                                     |            | 生子王匡，女王曄                                                                                             |
| 王莽 | 4 | 侍妾     | 懷能 | 侍妾                                     |            | 生子王興 |
| 王莽 | 5 | 侍妾     | 開明 | 侍妾                                     |            | 生女王捷 |
| 王莽 | 6 | 侍妾     | 原碧 | 侍妾                                     |            | 因與王莽四子王臨私通，謀殺王莽，被逼令自殺。                                                                 |

## 玄漢
| 君主       |   | 配偶 | 本名 | 職位     | 在位期間 | 備註                                             |
| 更始帝劉玄 | 1 | 皇后 | 某氏 | 劉玄嫡妻 | 待查     |                                                  |
| 更始帝劉玄 | 2 | 夫人 | 韓氏 | 夫人     | 待查     | 續列女傳載，更始寵姬韓夫人，佞諂邪媚，嗜酒無禮。 |
| 更始帝劉玄 | 3 | 夫人 | 趙氏 | 夫人     | 待查     | 趙萌之女，有殊寵。                               |

## 梁漢政權
| 君主 |   | 配偶 | 本名 | 職位                 | 在位期間   | 備註 |
| 劉永 | 1 | 皇后 | 某氏 | 正室，後被冊立為皇后 | 25年－26年 | 劉永妻，受冊封為皇后。26年夏，劉秀大將蓋延攻克劉永都出睢陽，劉永倉皇奔逃至虞縣，虞縣吏民因畏懼蓋延，於是起兵叛亂，並殺劉永的母親太后某氏和劉永的皇后某氏。 |

## 楚政權
| 君主     |   | 配偶 | 本名 | 職位                 | 在位期間   | 備註 |
| 黎王秦豐 | 1 | 王后 | 某氏 | 正室，後被冊立為王后 | 24年－29年 | 秦豐妻，受冊封為王后。29年6月，劉秀攻下楚都城黎丘，秦豐奮戰但不敵，終自引母、妻子9人，肉袒而降；然而，虛偽至極的劉秀在此戰役後，顯露出假仁假義的形象，毫不猶豫處死秦豐，秦豐之親族亦有可能遭到劉秀誅殺。 |

## 盧漢政權
| 君主 |   | 配偶 | 本名 | 職位                                             | 在位期間   | 備註 |
| 盧芳 | 1 | 皇后 | 某氏 | 正室，後被冊立為皇后，一度稱代王后，後復為皇后。 | 25年－不詳 | 盧芳妻，盧芳稱帝後被立為皇后。40年，盧芳取消帝號、降劉秀，被封為代王，某氏亦成代王后。41年，盧芳察覺劉秀陰謀，於是再度起兵、稱帝，某氏復位皇后，後來盧芳自知不敵，於是攜帶一族投奔匈奴，盧芳一族故而得福，得以善終。 |

## 成家
| 君主       |   | 配偶 | 本名 | 職位                 | 在位期間   | 備註 |
| 白帝公孫述 | 1 | 皇后 | 某氏 | 正室，後被冊立為皇后 | 25年－36年 | 公孫述妻，受冊封為皇后，東漢吳漢攻破成都，縱兵大掠，並在都城內對公孫氏及延岑族黨進行屠殺，某氏不知所終，可能被士卒殺害。 |

## 東漢
| 君主       |    | 配偶          | 本名   | 職位                                                             | 在位期間           | 備註 |
| 光武帝劉秀 | 1  | 皇后          | 郭聖通 | 妻子，贵人，皇后，後被廢黜，改封中山王太后                       | 24年－41年         | 生東海王劉彊、沛獻王劉輔、濟南王劉康、阜陵王劉延、中山王劉焉。 |
| 光武帝劉秀 | 2  | 光烈皇后      | 阴丽华 | 原配妻子，贵人，皇后，後成皇太后                                 | 41年－64年         | 生劉莊、東平王刘苍、廣陵王劉荊、臨淮公劉衡、琅邪王劉京。 |
| 光武帝劉秀 | 3  | 美人          | 许氏   | 美人、楚王太后                                                   | 待查               | 生楚王劉英 |
| 明帝劉莊   | 1  | 太子妃        | 某氏   | 太子妃                                                           | 待查               | 劉莊原配、皇太子妃，當時劉莊專寵妾室馬氏（即明德皇后），因此不知某氏是否有孕育子女，某氏亦早逝，登基後的劉莊也從未追封早逝的原配。                                                                                   |
| 明帝劉莊   | 2  | 馬皇后        | 待查   | 太子妾，贵人，皇后，後成皇太后                                   | 59年－79年         | 馬援之女。 |
| 明帝劉莊   | 3  | 賈貴人        | 待查   | 太子妾，貴人                                                     | 57年－?            | 生劉炟，平阳公主刘奴。馬皇后同父異母姊姊之女。罗振玉认为她是马皇后姊姊马姜与贾武仲之女，杨树达则认为是贾武仲前妻的女儿。                                                                                             |
| 明帝劉莊   | 4  | 秦贵人        | 待查   | 貴人                                                             |                    | 颍川太守秦彭之妹 |
| 明帝劉莊   | 5  | 阴貴人        | 待查   | 貴人                                                             |                    | 阴丽华族人，生梁节王刘畅 |
| 明帝劉莊   | 6  | 阎贵人        | 待查   | 貴人                                                             |                    | 尚书阎章妹 |
| 明帝劉莊   | 7  | 阎贵人        | 待查   | 貴人                                                             |                    | 同上 |
| 明帝劉莊   | 8  | 贾贵人        | 待查   | 貴人                                                             |                    | 贾复孙女，马姜和贾武仲长女，与贾贵人是否为同一人，无考 |
| 明帝劉莊   | 9  | 贾贵人        | 待查   | 貴人                                                             |                    | 贾复孙女，马姜和贾武仲次女，与贾贵人是否为同一人，无考 |
| 章帝劉炟   | 1  | 竇皇后        | 待查   | 皇后，後成皇太后                                                 | 78年－97年         | 竇融之曾孫女，祖父竇穆，父竇勛。收養劉肇。第一位垂簾聽政的皇太后。 |
| 章帝劉炟   | 2  | 宋貴人        | 待查   | 貴人                                                             | 77年－82年         | 生清河孝王劉慶。服毒自盡。后其孙刘祜即位为汉安帝后，追谥祖母宋氏为敬隐皇后。 |
| 章帝劉炟   | 3  | 梁貴人        | 待查   | 貴人                                                             | 77年－83年         | 生劉肇。被陷害而忧愤而死。窦太后逝世后，汉和帝追谥为恭怀皇后。 |
| 章帝劉炟   | 4  | 梁貴人        | 梁氏   | 贵人                                                             | 77年－83年         | 梁贵人姐姐，又称梁大贵人。被陷害而忧愤而死。 |
| 章帝劉炟   | 5  | 宋貴人        | 待查   | 貴人                                                             | 77年－82年         | 宋贵人妹妹。服毒自尽。 |
| 章帝劉炟   | 6  | 申貴人        | 待查   | 貴人                                                             |                    | |
| 和帝劉肇   | 1  | 陰皇后        | 待查   | 皇后，後被廢黜                                                   | 96年2月－102年     | 陰麗華曾孫姪女。鄧綏的親族。被廢後忧伤而死 |
| 和帝劉肇   | 2  | 和熹皇后      | 鄧綏   | 皇后，後成皇太后                                                 | 102年－121年       | 第二位垂簾聽政的皇太后。 |
| 和帝劉肇   | 3  | 周贵人        | 待查   | 貴人                                                             |                    | 汉和帝元兴元年（公元105年）逝世后，周贵人仍在世。 |
| 和帝劉肇   | 4  | 冯贵人        | 待查   | 貴人                                                             |                    | 汉和帝元兴元年（公元105年）逝世后，冯贵人仍在世。 |
| 安帝劉祜   | 1  | 安思皇后      | 閻姬   | 皇后，後成皇太后                                                 | 115年4月－127年1月 | 第三位垂簾聽政的皇太后。政變後被幽禁。 |
| 安帝劉祜   | 2  | 李宮人        | 待查   | 宮人                                                             | 待查               | 生劉保，被閻姬毒殺。劉保登基後追諡為恭愍皇后。 |
| 顺帝劉保   | 1  | 顺烈皇后      | 梁妠   | 皇后，後成皇太后、太皇太后                                       | 131年－150年       | 第四位垂簾聽政的皇太后。 |
| 顺帝劉保   | 2  | 虞美人        | 待查   | 美人，後被封為憲陵貴人                                           | 131年－?           | 生舞陽公主、汉冲帝劉炳。 |
| 顺帝劉保   | 3  | 梁贵人        | 梁氏   | 貴人                                                             |                    | 梁妠姑母 |
| 顺帝劉保   | 4  | 伏贵人        | 待查   | 貴人                                                             |                    | 伏晨的孙女。 |
| 顺帝劉保   | 5  | 窦贵人        | 待查   | 貴人                                                             |                    | 窦章的女儿。 |
| 顺帝劉保   | 6  | 美人          | 友通期 | 美人                                                             |                    | 被逐再嫁 |
| 桓帝劉志   | 1  | 懿献皇后/贵人 | 梁女瑩 | 皇后，後追废為貴人                                               | 147年－159年       | 梁冀之妹。忧愤而死。 |
| 桓帝劉志   | 2  | 皇后          | 鄧猛女 | 采女，後为貴人，後为皇后，後被廢黜                               | 159年－165年       | 鄧禹之孫女，鄧香之女。後成梁紀養女，漢桓帝劉志命改姓薄氏，後又令復姓鄧氏。因酗酒被废後赐死于暴室。 |
| 桓帝劉志   | 3  | 桓思皇后      | 竇妙   | 貴人，後为皇后，後成皇太后                                       | 165年－172年       | 第五位垂簾聽政的皇太后。政變後被软禁，後知其母在流放地比景逝世，郁郁而终。 |
| 桓帝劉志   | 4  | 貴人          | 田聖   | 采女，後为貴人                                                   | 165年之前－167年   | 被竇妙斬殺。 |
| 桓帝劉志   | 5  | 貴人          | 郭氏   | 貴人                                                             | 待查               | |
| 桓帝劉志   | 6  | 贵人          | 馮氏   | 贵人                                                             | 待查               | |
| 桓帝劉志   | 7  | 贵人          |        | 贵人                                                             | 待查               | 与田圣同时封为贵人 |
| 桓帝劉志   | 8  | 贵人          |        | 贵人                                                             | 待查               | 同上 |
| 桓帝劉志   | 9  | 贵人          |        | 贵人                                                             | 待查               | 同上 |
| 桓帝劉志   | 10 | 贵人          |        | 贵人                                                             | 待查               | 同上 |
| 桓帝劉志   | 11 | 贵人          |        | 贵人                                                             | 待查               | 同上 |
| 桓帝劉志   | 12 | 贵人          |        | 贵人                                                             | 待查               | 同上 |
| 桓帝劉志   | 13 | 贵人          |        | 贵人                                                             | 待查               | 同上 |
| 桓帝劉志   | 14 | 贵人          |        | 贵人                                                             | 待查               | 同上 |
| 桓帝劉志   | 15 | 后宫          | 寇氏   | 后宫                                                             | 待查               | 寇荣从孙女 |
| 灵帝劉宏   | 1  | 皇后          | 宋氏   | 皇后，後被廢黜                                                   | 171年－178年       | 被诬陷巫蛊而废，後被诛杀死于暴室 |
| 灵帝劉宏   | 2  | 灵思皇后      | 何氏   | 采女，後为貴人，後为皇后，後成皇太后                             | 180年－189年       | 第六位垂簾聽政的皇太后。屠夫何真之女。生漢後少帝劉辯。被董卓殺死 |
| 灵帝劉宏   | 3  | 靈懷皇后      | 王榮   | 美人，後被追封為靈懷皇后                                         | ?－181年           | 生漢獻帝劉協。被何皇后毒殺 |
| 灵帝劉宏   | 4  | 貴人          | 馬氏   | 貴人                                                             | ?－?               | 仅见于《漢官六種·漢儀》。 |
| 後少帝劉辯 | 1  | 弘農王妃      | 唐氏   | 妃妾，並非正妻。因不願改嫁、誓守貞節，而被獻帝劉協尊封為弘農王妃 | 待查               | 會稽太守唐瑁之女，出身潁川唐氏，與荀彧之妻唐氏為同族，亦是唐衡、唐珍的族侄女。新唐書宰相世系表載其父唐瑁為唐珍之子，實無根據，依循古人取名風俗，唐瑁與唐衡、唐珍同輩，是族弟或胞弟不可考，但絕非唐衡、唐珍的子侄輩。 |
| 献帝劉協   | 1  | 皇后          | 伏壽   | 皇后，後被曹操责令廢黜殺死                                       | 195年－206年       | 伏完女。生二子，皆被曹操殺死 |
| 献帝劉協   | 2  | 獻穆皇后      | 曹節   | 皇后，曹魏时為山陽公夫人                                         | 215年－220年       | 曹操之女。 |
| 献帝劉協   | 3  | 貴人          | 曹憲   | 貴人                                                             | 待查               | 曹節之姊。 |
| 献帝劉協   | 4  | 貴人          | 曹華   | 貴人                                                             | 待查               | 曹節之妹。 |
| 献帝劉協   | 5  | 貴人          | 董氏   | 貴人                                                             | ？－200年          | 董承之女。怀孕时被曹操殺死 |
| 献帝劉協   | 6  | 貴人          | 宋都   | 貴人                                                             |                    | 常山太守宋泓之女 |
| 献帝劉協   | 7  | 宫人          | 郭宫人 | 宫人                                                             |                    | |
| 献帝劉協   | 8  | 宫人          | 赵宫人 | 宫人                                                             |                    | |

## 仲家
| 君主 |   | 配偶   | 本名             | 職位                     | 在位期間    | 備註 |
| 袁術 | 1 | 皇后   | 某氏             | 袁術嫡妻，後受冊立為皇后 | 197年—199年 | 袁術嫡室，根據《讓縣自明本志令》載，袁術專寵愛妾馮方女並打算立其為皇后，致使某氏聯合其他袁術妃妾絞殺馮氏。               |
| 袁術 | 2 | 馮夫人 | 馮氏，或云馮方女 | 袁術妃妾，稱夫人         | 197年—197年 | 袁術妃妾，得袁術專寵，根據《讓縣自明本志令》載，袁術專寵愛妾馮氏並打算立其為皇后，致使袁術嫡妻某氏聯合其他妃妾絞殺馮氏。 |